# NGC 1103
NGC 1103 је спирална галаксија у сазвежђу Еридан која се налази на NGC листи објеката дубоког неба.
Деклинација објекта је - 13° 57' 34" а ректасцензија 2h 48m 6,0s. Привидна величина (магнитуда) објекта NGC 1103 износи 12,9 а фотографска магнитуда 13,7. NGC 1103 је још познат и под ознакама MCG -2-8-5, PGC 10597.